# Världscupen i skidskytte 2011/2012
| Martin Fourcade och Magdalena Neuner världscupsegrare. |  | Martin Fourcade och Magdalena Neuner världscupsegrare. |
| Martin Fourcade och Magdalena Neuner världscupsegrare. |  |                                                        |

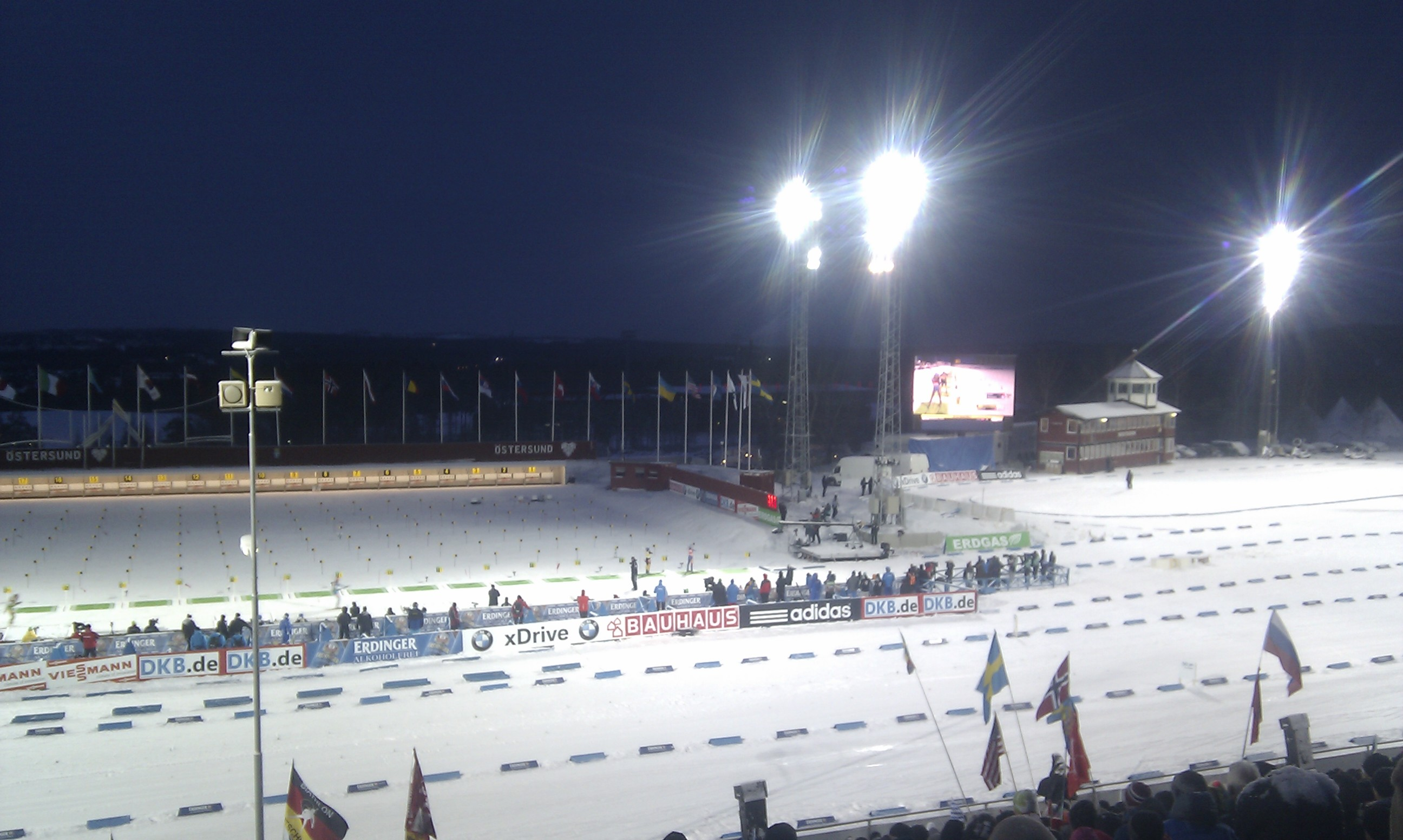
Östersund stod för premiärtävlingarna av säsongens världscup. Bild från damernas jaktstart den 4 december 2011.

Världscupen i skidskytte 2011/2012 inleddes i Östersund, Sverige den 30 november 2011 och avslutades i Chanty-Mansijsk, Ryssland den 18 mars 2012. Damerna hade dock sin premiär den 1 december. 
Regerande världscupvinnare från 2010/2011 är Kaisa Mäkäräinen, Finland och Tarjei Bø, Norge.
Världsmästerskapen i skidskytte 2012 i Ruhpolding, Tyskland, den 1-11 mars 2012 ingick i säsongens världscupserie.
Fransmannen Martin Fourcade och tyskan Magdalena Neuner vann herrarnas respektive damernas totala världscup denna säsong. 
Efter att SVT sänt samtliga skidskyttetävlingar tidigare år, hade nu TV4 köpt in sändningsrättigheterna. Men SVT kommer att sända säsongen 2012/2013 igen.

## Tävlingsprogram
| Datum                       | Ort                  | Anläggning                  | Land      |
| --------------------------- | -------------------- | --------------------------- | --------- |
| 30 november-4 december 2011 | Östersund            | Östersunds skidstadion      | Sverige   |
| 9-11 december 2011          | Hochfilzen           | Biathlon Stadium Hochfilzen | Österrike |
| 15-18 december 2011         | Hochfilzen¹          | Biathlon Stadium Hochfilzen | Österrike |
| 4-8 januari 2012            | Oberhof              | DKB-Ski-Arena Oberhof       | Tyskland  |
| 11-15 januari 2012          | Nové Město na Moravě | Nové Město na Moravě        | Tjeckien  |
| 19-22 januari 2012          | Antholz              | Südtirol Arena              | Italien   |
| 2-5 februari 2012           | Holmenkollen         | Holmenkollen                | Norge     |
| 10-12 februari 2012         | Kontiolax            | Kontiolahti Stadium         | Finland   |
| 1-11 mars 2012              | Ruhpolding (VM)      | Chiemgau-Arena              | Tyskland  |
| 16-18 mars 2012             | Chanty-Mansijsk      | Nordic Ski Centre           | Ryssland  |

¹Den tredje världscupveckan var planerad att äga rum i Annecy/Le Grand-Bornand, Frankrike, men flyttas till Hochfilzen p.g.a. snöbrist. De planerade datumen står dock fast.

### Discipliner
Antalet tävlingar är lika för både damer och herrar.
| Disciplin    | Antal tävlingar | Första tävlingstillfälle | Sista tävlingstillfälle |
| ------------ | --------------- | ------------------------ | ----------------------- |
| Distans      | 3               | 30 november 2011         | 7 mars 2012             |
| Sprint       | 10              | 2 december 2011          | 16 mars 2012            |
| Jaktstart    | 8               | 4 december 2011          | 17 mars 2012            |
| Masstart     | 5               | 8 januari 2012           | 18 mars 2012            |
| Stafett      | 4               | 11 december 2011         | 10 mars 2012            |
| Mixedstafett | 3               | 18 december 2011         | 1 mars 2012             |

## Världscuppoäng
| Poängsystem säsongen 2011/2012 (sedan 2008/2009) | Poängsystem säsongen 2011/2012 (sedan 2008/2009) | Poängsystem säsongen 2011/2012 (sedan 2008/2009) | Poängsystem säsongen 2011/2012 (sedan 2008/2009) | Poängsystem säsongen 2011/2012 (sedan 2008/2009) | Poängsystem säsongen 2011/2012 (sedan 2008/2009) | Poängsystem säsongen 2011/2012 (sedan 2008/2009) | Poängsystem säsongen 2011/2012 (sedan 2008/2009) | Poängsystem säsongen 2011/2012 (sedan 2008/2009) | Poängsystem säsongen 2011/2012 (sedan 2008/2009) | Poängsystem säsongen 2011/2012 (sedan 2008/2009) | Poängsystem säsongen 2011/2012 (sedan 2008/2009) | Poängsystem säsongen 2011/2012 (sedan 2008/2009) | Poängsystem säsongen 2011/2012 (sedan 2008/2009) | Poängsystem säsongen 2011/2012 (sedan 2008/2009) | Poängsystem säsongen 2011/2012 (sedan 2008/2009) | Poängsystem säsongen 2011/2012 (sedan 2008/2009) | Poängsystem säsongen 2011/2012 (sedan 2008/2009) | Poängsystem säsongen 2011/2012 (sedan 2008/2009) | Poängsystem säsongen 2011/2012 (sedan 2008/2009) | Poängsystem säsongen 2011/2012 (sedan 2008/2009) | Poängsystem säsongen 2011/2012 (sedan 2008/2009) | Poängsystem säsongen 2011/2012 (sedan 2008/2009) | Poängsystem säsongen 2011/2012 (sedan 2008/2009) | Poängsystem säsongen 2011/2012 (sedan 2008/2009) | Poängsystem säsongen 2011/2012 (sedan 2008/2009) | Poängsystem säsongen 2011/2012 (sedan 2008/2009) | Poängsystem säsongen 2011/2012 (sedan 2008/2009) | Poängsystem säsongen 2011/2012 (sedan 2008/2009) | Poängsystem säsongen 2011/2012 (sedan 2008/2009) | Poängsystem säsongen 2011/2012 (sedan 2008/2009) | Poängsystem säsongen 2011/2012 (sedan 2008/2009) | Poängsystem säsongen 2011/2012 (sedan 2008/2009) | Poängsystem säsongen 2011/2012 (sedan 2008/2009) | Poängsystem säsongen 2011/2012 (sedan 2008/2009) | Poängsystem säsongen 2011/2012 (sedan 2008/2009) | Poängsystem säsongen 2011/2012 (sedan 2008/2009) | Poängsystem säsongen 2011/2012 (sedan 2008/2009) | Poängsystem säsongen 2011/2012 (sedan 2008/2009) | Poängsystem säsongen 2011/2012 (sedan 2008/2009) | Poängsystem säsongen 2011/2012 (sedan 2008/2009) |
| ------------------------------------------------ | ------------------------------------------------ | ------------------------------------------------ | ------------------------------------------------ | ------------------------------------------------ | ------------------------------------------------ | ------------------------------------------------ | ------------------------------------------------ | ------------------------------------------------ | ------------------------------------------------ | ------------------------------------------------ | ------------------------------------------------ | ------------------------------------------------ | ------------------------------------------------ | ------------------------------------------------ | ------------------------------------------------ | ------------------------------------------------ | ------------------------------------------------ | ------------------------------------------------ | ------------------------------------------------ | ------------------------------------------------ | ------------------------------------------------ | ------------------------------------------------ | ------------------------------------------------ | ------------------------------------------------ | ------------------------------------------------ | ------------------------------------------------ | ------------------------------------------------ | ------------------------------------------------ | ------------------------------------------------ | ------------------------------------------------ | ------------------------------------------------ | ------------------------------------------------ | ------------------------------------------------ | ------------------------------------------------ | ------------------------------------------------ | ------------------------------------------------ | ------------------------------------------------ | ------------------------------------------------ | ------------------------------------------------ | ------------------------------------------------ |
| Placering                                        | 1                                                | 2                                                | 3                                                | 4                                                | 5                                                | 6                                                | 7                                                | 8                                                | 9                                                | 10                                               | 11                                               | 12                                               | 13                                               | 14                                               | 15                                               | 16                                               | 17                                               | 18                                               | 19                                               | 20                                               | 21                                               | 22                                               | 23                                               | 24                                               | 25                                               | 26                                               | 27                                               | 28                                               | 29                                               | 30                                               | 31                                               | 32                                               | 33                                               | 34                                               | 35                                               | 36                                               | 37                                               | 38                                               | 39                                               | 40                                               |
| Poäng                                            | 60                                               | 54                                               | 48                                               | 43                                               | 40                                               | 38                                               | 36                                               | 34                                               | 32                                               | 31                                               | 30                                               | 29                                               | 28                                               | 27                                               | 26                                               | 25                                               | 24                                               | 23                                               | 22                                               | 21                                               | 20                                               | 19                                               | 18                                               | 17                                               | 16                                               | 15                                               | 14                                               | 13                                               | 12                                               | 11                                               | 10                                               | 9                                                | 8                                                | 7                                                | 6                                                | 5                                                | 4                                                | 3                                                | 2                                                | 1                                                |

## Resultat herrar
| 1. Världscuppremiär i Östersund, 30 november 2011 – 4 december 2011 | 1. Världscuppremiär i Östersund, 30 november 2011 – 4 december 2011 | 1. Världscuppremiär i Östersund, 30 november 2011 – 4 december 2011 | 1. Världscuppremiär i Östersund, 30 november 2011 – 4 december 2011 | 1. Världscuppremiär i Östersund, 30 november 2011 – 4 december 2011 |
| ------------------------------------------------------------------- | ------------------------------------------------------------------- | ------------------------------------------------------------------- | ------------------------------------------------------------------- | ------------------------------------------------------------------- |
| Datum                                                               | Disciplin                                                           | Etta                                                                | Tvåa                                                                | Trea                                                                |
| 30 november 2011 (Ons.)                                             | Distans (20 km)                                                     | Martin Fourcade                                                     | Michal Šlesingr                                                     | Simon Schempp                                                       |
| 2 december 2011 (Fre.)                                              | Sprint (10 km)                                                      | Carl Johan Bergman                                                  | Tarjei Bø                                                           | Emil Hegle Svendsen                                                 |
| 4 december 2011 (Sön.)                                              | Jaktstart (12,5 km)                                                 | Martin Fourcade                                                     | Emil Hegle Svendsen                                                 | Jaroslav Soukup                                                     |

| 2. Världscupen i Hochfilzen, 9 december 2011 – 11 december 2011 | 2. Världscupen i Hochfilzen, 9 december 2011 – 11 december 2011 | 2. Världscupen i Hochfilzen, 9 december 2011 – 11 december 2011 | 2. Världscupen i Hochfilzen, 9 december 2011 – 11 december 2011             | 2. Världscupen i Hochfilzen, 9 december 2011 – 11 december 2011  |
| --------------------------------------------------------------- | --------------------------------------------------------------- | --------------------------------------------------------------- | --------------------------------------------------------------------------- | ---------------------------------------------------------------- |
| Datum                                                           | Disciplin                                                       | Etta                                                            | Tvåa                                                                        | Trea                                                             |
| 9 december 2011 (Fre.)                                          | Sprint (10 km)                                                  | Carl Johan Bergman                                              | Andrej Makovejev                                                            | Benjamin Weger                                                   |
| 10 december 2011 (Lör.)                                         | Jaktstart (12,5 km)                                             | Emil Hegle Svendsen                                             | Tarjei Bø                                                                   | Benjamin Weger                                                   |
| 11 december 2011 (Sön.)                                         | Stafett (4 x 7,5 km)                                            | Norge Rune Bratsveen Lars Berger Emil Hegle Svendsen Tarjei Bø  | Ryssland Anton Sjipulin Andrej Makovejev Jevgenij Ustjugov Dmitrij Malysjko | Frankrike Vincent Jay Simon Fourcade Alexis Bœuf Martin Fourcade |

| 3. Världscupen i Hochfilzen¹, 15 december 2011 – 18 december 2011 | 3. Världscupen i Hochfilzen¹, 15 december 2011 – 18 december 2011 | 3. Världscupen i Hochfilzen¹, 15 december 2011 – 18 december 2011 | 3. Världscupen i Hochfilzen¹, 15 december 2011 – 18 december 2011 | 3. Världscupen i Hochfilzen¹, 15 december 2011 – 18 december 2011 |
| ----------------------------------------------------------------- | ----------------------------------------------------------------- | ----------------------------------------------------------------- | ----------------------------------------------------------------- | ----------------------------------------------------------------- |
| Datum                                                             | Disciplin                                                         | Etta                                                              | Tvåa                                                              | Trea                                                              |
| 15 december 2011 (Tors.)                                          | Sprint (10 km)                                                    | Tarjei Bø                                                         | Martin Fourcade                                                   | Timofej Lapsjin                                                   |
| 17 december 2011 (Lör.)                                           | Jaktstart (12,5 km)                                               | Andreas Birnbacher                                                | Ole Einar Bjørndalen                                              | Simon Fourcade                                                    |

Juluppehåll 18 december 2011 - 4 januari 2012
| 4. Världscupen i Oberhof, 4 januari 2012 – 8 januari 2012 | 4. Världscupen i Oberhof, 4 januari 2012 – 8 januari 2012 | 4. Världscupen i Oberhof, 4 januari 2012 – 8 januari 2012                 | 4. Världscupen i Oberhof, 4 januari 2012 – 8 januari 2012                    | 4. Världscupen i Oberhof, 4 januari 2012 – 8 januari 2012                |
| --------------------------------------------------------- | --------------------------------------------------------- | ------------------------------------------------------------------------- | ---------------------------------------------------------------------------- | ------------------------------------------------------------------------ |
| Datum                                                     | Disciplin                                                 | Etta                                                                      | Tvåa                                                                         | Trea                                                                     |
| 5 januari 2012 (Tors.)                                    | Stafett (4 x 7,5 km)                                      | Italien Christian De Lorenzi Markus Windisch Dominik Windisch Lukas Hofer | Ryssland Anton Sjipulin Jevgenij Garanitjev Jevgenij Ustiugov Aleksej Volkov | Sverige Tobias Arwidson Björn Ferry Fredrik Lindström Carl Johan Bergman |
| 7 januari 2012 (Lör.)                                     | Sprint (10 km)                                            | Arnd Peiffer                                                              | Simon Fourcade                                                               | Jevgenij Ustiugov                                                        |
| 8 januari 2012 (Sön.)                                     | Masstart (15 km)                                          | Andreas Birnbacher                                                        | Simon Fourcade                                                               | Emil Hegle Svendsen                                                      |

| 5. Världscupen i Nové Město na Moravě, 11 januari 2012 – 15 januari 2012 | 5. Världscupen i Nové Město na Moravě, 11 januari 2012 – 15 januari 2012 | 5. Världscupen i Nové Město na Moravě, 11 januari 2012 – 15 januari 2012 | 5. Världscupen i Nové Město na Moravě, 11 januari 2012 – 15 januari 2012 | 5. Världscupen i Nové Město na Moravě, 11 januari 2012 – 15 januari 2012 |
| ------------------------------------------------------------------------ | ------------------------------------------------------------------------ | ------------------------------------------------------------------------ | ------------------------------------------------------------------------ | ------------------------------------------------------------------------ |
| Datum                                                                    | Disciplin                                                                | Etta                                                                     | Tvåa                                                                     | Trea                                                                     |
| 12 januari 2012 (Tors.)                                                  | Distans (20 km)                                                          | Andrej Makovejev                                                         | Emil Hegle Svendsen                                                      | Björn Ferry                                                              |
| 14 januari 2012 (Lör.)                                                   | Sprint (10 km)                                                           | Emil Hegle Svendsen                                                      | Simon Fourcade                                                           | Martin Fourcade                                                          |
| 15 januari 2012 (Sön.)                                                   | Jaktstart (12,5 km)                                                      | Anton Sjipulin                                                           | Arnd Peiffer Martin Fourcade                                             | -                                                                        |

| 6. Världscupen i Antholz, 19 januari 2012 – 22 januari 2012 | 6. Världscupen i Antholz, 19 januari 2012 – 22 januari 2012 | 6. Världscupen i Antholz, 19 januari 2012 – 22 januari 2012                 | 6. Världscupen i Antholz, 19 januari 2012 – 22 januari 2012         | 6. Världscupen i Antholz, 19 januari 2012 – 22 januari 2012                 |
| ----------------------------------------------------------- | ----------------------------------------------------------- | --------------------------------------------------------------------------- | ------------------------------------------------------------------- | --------------------------------------------------------------------------- |
| Datum                                                       | Disciplin                                                   | Etta                                                                        | Tvåa                                                                | Trea                                                                        |
| 20 januari 2012 (Fre.)                                      | Sprint (10 km)                                              | Fredrik Lindström                                                           | Jevgenij Garanitjev                                                 | Martin Fourcade                                                             |
| 21 januari 2012 (Lör.)                                      | Masstart (15 km)                                            | Andreas Birnbacher                                                          | Anton Sjipulin                                                      | Martin Fourcade                                                             |
| 22 januari 2012 (Sön.)                                      | Stafett (4 x 7,5 km)                                        | Frankrike Jean-Guillaume Béatrix Simon Fourcade Alexis Bœuf Martin Fourcade | Tyskland Michael Rösch Andreas Birnbacher Florian Graf Arnd Peiffer | Österrike Simon Eder Tobias Eberhard Daniel Mesotitsch Dominik Landertinger |

Tävlingsuppehåll 22 januari 2012 - 2 februari 2012
| 7. Världscupen i Holmenkollen, 2 februari 2012 – 5 februari 2012 | 7. Världscupen i Holmenkollen, 2 februari 2012 – 5 februari 2012 | 7. Världscupen i Holmenkollen, 2 februari 2012 – 5 februari 2012 | 7. Världscupen i Holmenkollen, 2 februari 2012 – 5 februari 2012 | 7. Världscupen i Holmenkollen, 2 februari 2012 – 5 februari 2012 |
| ---------------------------------------------------------------- | ---------------------------------------------------------------- | ---------------------------------------------------------------- | ---------------------------------------------------------------- | ---------------------------------------------------------------- |
| Datum                                                            | Disciplin                                                        | Etta                                                             | Tvåa                                                             | Trea                                                             |
| 2 februari 2012 (Tors.)                                          | Sprint (10 km)                                                   | Jevgenij Garanitjev                                              | Arnd Peiffer                                                     | Emil Hegle Svendsen                                              |
| 4 februari 2012 (Lör.)                                           | Jaktstart (12,5 km)                                              | Arnd Peiffer                                                     | Emil Hegle Svendsen                                              | Jevgenij Garanitjev                                              |
| 5 februari 2012 (Sön.)                                           | Masstart (15 km)                                                 | Emil Hegle Svendsen                                              | Andreas Birnbacher                                               | Jevgenij Garanitjev                                              |

| 8. Världscupen i Kontiolax, 10 februari 2012 – 12 februari 2012 | 8. Världscupen i Kontiolax, 10 februari 2012 – 12 februari 2012 | 8. Världscupen i Kontiolax, 10 februari 2012 – 12 februari 2012 | 8. Världscupen i Kontiolax, 10 februari 2012 – 12 februari 2012 | 8. Världscupen i Kontiolax, 10 februari 2012 – 12 februari 2012 |
| --------------------------------------------------------------- | --------------------------------------------------------------- | --------------------------------------------------------------- | --------------------------------------------------------------- | --------------------------------------------------------------- |
| Datum                                                           | Disciplin                                                       | Etta                                                            | Tvåa                                                            | Trea                                                            |
| 11 februari 2012 (Lör.) (Se notering)                           | Sprint (10 km)                                                  | Martin Fourcade                                                 | Timofej Lapsjin                                                 | Benjamin Weger                                                  |
| 12 februari 2012 (Sön.) (Se notering)                           | Jaktstart (12,5 km)                                             | Ole Einar Bjørndalen                                            | Martin Fourcade                                                 | Dmitrij Malysjko                                                |

Tävlingsuppehåll 12 februari 2012 - 1 mars 2012
| 9. Världsmästerskapen i skidskytte 2012 i Ruhpolding, 1 mars 2012 – 11 mars 2012 | 9. Världsmästerskapen i skidskytte 2012 i Ruhpolding, 1 mars 2012 – 11 mars 2012 | 9. Världsmästerskapen i skidskytte 2012 i Ruhpolding, 1 mars 2012 – 11 mars 2012 | 9. Världsmästerskapen i skidskytte 2012 i Ruhpolding, 1 mars 2012 – 11 mars 2012 | 9. Världsmästerskapen i skidskytte 2012 i Ruhpolding, 1 mars 2012 – 11 mars 2012 |
| -------------------------------------------------------------------------------- | -------------------------------------------------------------------------------- | -------------------------------------------------------------------------------- | -------------------------------------------------------------------------------- | -------------------------------------------------------------------------------- |
| Datum                                                                            | Disciplin                                                                        | Etta                                                                             | Tvåa                                                                             | Trea                                                                             |
| 3 mars 2012 (Lör.)                                                               | Sprint (10 km)                                                                   | Martin Fourcade                                                                  | Emil Hegle Svendsen                                                              | Carl Johan Bergman                                                               |
| 4 mars 2012 (Mån.)                                                               | Jaktstart (12,5 km)                                                              | Martin Fourcade                                                                  | Carl Johan Bergman                                                               | Anton Sjipulin                                                                   |
| 6 mars 2012 (Tis.)                                                               | Distans (20 km)                                                                  | Jakov Fak                                                                        | Simon Fourcade                                                                   | Jaroslav Soukup                                                                  |
| 9 mars 2012 (Fre.)                                                               | Stafett (4 x 7,5 km)                                                             | Norge Ole Einar Bjørndalen Rune Bratsveen Tarjei Bø Emil Hegle Svendsen          | Frankrike Jean-Guillaume Béatrix Simon Fourcade Alexis Bœuf Martin Fourcade      | Tyskland Simon Schempp Andreas Birnbacher Michael Greis Arnd Peiffer             |
| 11 mars 2012 (Sön.)                                                              | Masstart (15 km)                                                                 | Martin Fourcade                                                                  | Björn Ferry                                                                      | Fredrik Lindström                                                                |

| 10. Världscupfinal i Chanty-Mansijsk, 16 mars 2012 – 18 mars 2012 | 10. Världscupfinal i Chanty-Mansijsk, 16 mars 2012 – 18 mars 2012 | 10. Världscupfinal i Chanty-Mansijsk, 16 mars 2012 – 18 mars 2012 | 10. Världscupfinal i Chanty-Mansijsk, 16 mars 2012 – 18 mars 2012 | 10. Världscupfinal i Chanty-Mansijsk, 16 mars 2012 – 18 mars 2012 |
| ----------------------------------------------------------------- | ----------------------------------------------------------------- | ----------------------------------------------------------------- | ----------------------------------------------------------------- | ----------------------------------------------------------------- |
| Datum                                                             | Disciplin                                                         | Etta                                                              | Tvåa                                                              | Trea                                                              |
| 16 mars 2012 (Fre.)                                               | Sprint (10 km)                                                    | Martin Fourcade                                                   | Arnd Peiffer                                                      | Fredrik Lindström                                                 |
| 17 mars 2012 (Lör.)                                               | Jaktstart (12,5 km)                                               | Martin Fourcade                                                   | Arnd Peiffer                                                      | Emil Hegle Svendsen                                               |
| 18 mars 2012 (Sön.)                                               | Masstart (15 km)                                                  | Emil Hegle Svendsen                                               | Arnd Peiffer                                                      | Anton Sjipulin                                                    |

## Resultat damer
| 1. Världscuppremiär i Östersund, 30 november 2011 – 4 december 2011 | 1. Världscuppremiär i Östersund, 30 november 2011 – 4 december 2011 | 1. Världscuppremiär i Östersund, 30 november 2011 – 4 december 2011 | 1. Världscuppremiär i Östersund, 30 november 2011 – 4 december 2011 | 1. Världscuppremiär i Östersund, 30 november 2011 – 4 december 2011 |
| ------------------------------------------------------------------- | ------------------------------------------------------------------- | ------------------------------------------------------------------- | ------------------------------------------------------------------- | ------------------------------------------------------------------- |
| Datum                                                               | Disciplin                                                           | Etta                                                                | Tvåa                                                                | Trea                                                                |
| 1 december 2011 (Tors.)                                             | Distans (15 km)                                                     | Darja Domratjeva                                                    | Anna Maria Nilsson                                                  | Magdalena Neuner                                                    |
| 3 december 2011 (Lör.)                                              | Sprint (7,5 km)                                                     | Magdalena Neuner                                                    | Tora Berger                                                         | Kaisa Mäkäräinen                                                    |
| 4 december 2011 (Sön.)                                              | Jaktstart (10 km)                                                   | Tora Berger                                                         | Kaisa Mäkäräinen                                                    | Magdalena Neuner                                                    |

| 2. Världscupen i Hochfilzen, 9 december 2011 – 11 december 2011 | 2. Världscupen i Hochfilzen, 9 december 2011 – 11 december 2011 | 2. Världscupen i Hochfilzen, 9 december 2011 – 11 december 2011         | 2. Världscupen i Hochfilzen, 9 december 2011 – 11 december 2011              | 2. Världscupen i Hochfilzen, 9 december 2011 – 11 december 2011                  |
| --------------------------------------------------------------- | --------------------------------------------------------------- | ----------------------------------------------------------------------- | ---------------------------------------------------------------------------- | -------------------------------------------------------------------------------- |
| Datum                                                           | Disciplin                                                       | Etta                                                                    | Tvåa                                                                         | Trea                                                                             |
| 9 december 2011 (Fre.)                                          | Sprint (7,5 km)                                                 | Magdalena Neuner                                                        | Kaisa Mäkäräinen                                                             | Olga Zajtseva                                                                    |
| 10 december 2011 (Lör.)                                         | Jaktstart (10 km)                                               | Darja Domratjeva                                                        | Olga Zajtseva                                                                | Magdalena Neuner                                                                 |
| 11 december 2011 (Sön.)                                         | Stafett (4 x 6 km)                                              | Norge Fanny Welle-Strand Horn Elise Ringen Synnøve Solemdal Tora Berger | Frankrike Marie Laure Brunet Anaïs Bescond Sophie Boilley Marie Dorin Habert | Ryssland Svetlana Sleptsova Natalia Sorokina Anna Bogalij-Titovets Olga Zajtseva |

| 3. Världscupen i Hochfilzen¹, 15 december 2011 – 18 december 2011 | 3. Världscupen i Hochfilzen¹, 15 december 2011 – 18 december 2011 | 3. Världscupen i Hochfilzen¹, 15 december 2011 – 18 december 2011 | 3. Världscupen i Hochfilzen¹, 15 december 2011 – 18 december 2011 | 3. Världscupen i Hochfilzen¹, 15 december 2011 – 18 december 2011 |
| ----------------------------------------------------------------- | ----------------------------------------------------------------- | ----------------------------------------------------------------- | ----------------------------------------------------------------- | ----------------------------------------------------------------- |
| Datum                                                             | Disciplin                                                         | Etta                                                              | Tvåa                                                              | Trea                                                              |
| 16 december 2011 (Fre.)                                           | Sprint (7,5 km)                                                   | Olga Zajtseva                                                     | Darja Domratjeva                                                  | Helena Ekholm                                                     |
| 17 december 2011 (Lör.)                                           | Jaktstart (10 km)                                                 | Olga Zajtseva                                                     | Helena Ekholm                                                     | Darja Domratjeva                                                  |

Juluppehåll 18 december 2011 - 4 januari 2012
| 4. Världscupen i Oberhof, 4 januari 2012 – 8 januari 2012 | 4. Världscupen i Oberhof, 4 januari 2012 – 8 januari 2012 | 4. Världscupen i Oberhof, 4 januari 2012 – 8 januari 2012                      | 4. Världscupen i Oberhof, 4 januari 2012 – 8 januari 2012               | 4. Världscupen i Oberhof, 4 januari 2012 – 8 januari 2012                |
| --------------------------------------------------------- | --------------------------------------------------------- | ------------------------------------------------------------------------------ | ----------------------------------------------------------------------- | ------------------------------------------------------------------------ |
| Datum                                                     | Disciplin                                                 | Etta                                                                           | Tvåa                                                                    | Trea                                                                     |
| 4 januari 2012 (Ons.)                                     | Stafett (4 x 6 km)                                        | Ryssland Anna Bogalij-Titovets Svetlana Sleptsova Olga Zajtseva Olga Viluchina | Norge Fanny Welle-Strand Horn Elise Ringen Synnøve Solemdal Tora Berger | Frankrike Marie Dorin Habert Anaïs Bescond Marine Bolliet Sophie Boilley |
| 6 januari 2012 (Fre.)                                     | Sprint (7,5 km)                                           | Magdalena Neuner                                                               | Darja Domratjeva                                                        | Olga Zajtseva                                                            |
| 8 januari 2012 (Sön.)                                     | Masstart (12,5 km)                                        | Magdalena Neuner                                                               | Tora Berger                                                             | Andrea Henkel                                                            |

| 5. Världscupen i Nové Město na Moravě, 11 januari 2012 – 15 januari 2012 | 5. Världscupen i Nové Město na Moravě, 11 januari 2012 – 15 januari 2012 | 5. Världscupen i Nové Město na Moravě, 11 januari 2012 – 15 januari 2012 | 5. Världscupen i Nové Město na Moravě, 11 januari 2012 – 15 januari 2012 | 5. Världscupen i Nové Město na Moravě, 11 januari 2012 – 15 januari 2012 |
| ------------------------------------------------------------------------ | ------------------------------------------------------------------------ | ------------------------------------------------------------------------ | ------------------------------------------------------------------------ | ------------------------------------------------------------------------ |
| Datum                                                                    | Disciplin                                                                | Etta                                                                     | Tvåa                                                                     | Trea                                                                     |
| 11 januari 2012 (Ons.)                                                   | Distans (15 km)                                                          | Kaisa Mäkäräinen                                                         | Helena Ekholm                                                            | Magdalena Neuner                                                         |
| 13 januari 2012 (Fre.)                                                   | Sprint (7,5 km)                                                          | Olga Zajtseva                                                            | Tora Berger                                                              | Magdalena Neuner                                                         |
| 15 januari 2012 (Sön.)                                                   | Jaktstart (10 km)                                                        | Tora Berger                                                              | Helena Ekholm                                                            | Marie-Laure Brunet                                                       |

| 6. Världscupen i Antholz, 19 januari 2012 – 22 januari 2012 | 6. Världscupen i Antholz, 19 januari 2012 – 22 januari 2012 | 6. Världscupen i Antholz, 19 januari 2012 – 22 januari 2012                  | 6. Världscupen i Antholz, 19 januari 2012 – 22 januari 2012                           | 6. Världscupen i Antholz, 19 januari 2012 – 22 januari 2012                   |
| ----------------------------------------------------------- | ----------------------------------------------------------- | ---------------------------------------------------------------------------- | ------------------------------------------------------------------------------------- | ----------------------------------------------------------------------------- |
| Datum                                                       | Disciplin                                                   | Etta                                                                         | Tvåa                                                                                  | Trea                                                                          |
| 19 januari 2012 (Tors.)                                     | Sprint (10 km)                                              | Magdalena Neuner                                                             | Kaisa Mäkäräinen                                                                      | Darja Domratjeva                                                              |
| 21 januari 2012 (Lör.)                                      | Stafett (4 x 6 km)                                          | Frankrike Marie-Laure Brunet Sophie Boilley Anaïs Bescond Marie Dorin Habert | Vitryssland Nadzeja Skardzina Ljudmila Kalintjyk Nastasja Dubarezava Darja Domratjeva | Ryssland Jekaterina Glazyrina Svetlana Sleptsova Olga Zajtseva Olga Viluchina |
| 22 januari 2012 (Sön.)                                      | Masstart (12,5 km)                                          | Darja Domratjeva                                                             | Anastasija Kuzmina                                                                    | Magdalena Neuner                                                              |

Tävlingsuppehåll 22 januari 2012 - 2 februari 2012
| 7. Världscupen i Holmenkollen, 2 februari 2012 – 5 februari 2012 | 7. Världscupen i Holmenkollen, 2 februari 2012 – 5 februari 2012 | 7. Världscupen i Holmenkollen, 2 februari 2012 – 5 februari 2012 | 7. Världscupen i Holmenkollen, 2 februari 2012 – 5 februari 2012 | 7. Världscupen i Holmenkollen, 2 februari 2012 – 5 februari 2012 |
| ---------------------------------------------------------------- | ---------------------------------------------------------------- | ---------------------------------------------------------------- | ---------------------------------------------------------------- | ---------------------------------------------------------------- |
| Datum                                                            | Disciplin                                                        | Etta                                                             | Tvåa                                                             | Trea                                                             |
| 2 februari 2012 (Tors.)                                          | Sprint (7,5 km)                                                  | Magdalena Neuner                                                 | Darja Domratjeva                                                 | Tora Berger                                                      |
| 4 februari 2012 (Lör.)                                           | Jaktstart (10 km)                                                | Magdalena Neuner                                                 | Olga Zajtseva                                                    | Darja Domratjeva                                                 |
| 5 februari 2012 (Sön.)                                           | Masstart (12,5 km)                                               | Andrea Henkel                                                    | Darja Domratjeva                                                 | Teja Gregorin                                                    |

| 8. Världscupen i Kontiolax, 10 februari 2012 – 12 februari 2012 | 8. Världscupen i Kontiolax, 10 februari 2012 – 12 februari 2012 | 8. Världscupen i Kontiolax, 10 februari 2012 – 12 februari 2012 | 8. Världscupen i Kontiolax, 10 februari 2012 – 12 februari 2012 | 8. Världscupen i Kontiolax, 10 februari 2012 – 12 februari 2012 |
| --------------------------------------------------------------- | --------------------------------------------------------------- | --------------------------------------------------------------- | --------------------------------------------------------------- | --------------------------------------------------------------- |
| Datum                                                           | Disciplin                                                       | Etta                                                            | Tvåa                                                            | Trea                                                            |
| 11 februari 2012 (Lör.) (Se notering)                           | Sprint (7,5 km)                                                 | Magdalena Neuner                                                | Kaisa Mäkäräinen                                                | Darja Domratjeva                                                |
| 12 februari 2012 (Sön.) (Se notering)                           | Jaktstart (10 km)                                               | Kaisa Mäkäräinen                                                | Magdalena Neuner                                                | Darja Domratjeva                                                |

Tävlingsuppehåll 12 februari 2012 - 1 mars 2012
| 9. Världsmästerskapen i skidskytte 2012 i Ruhpolding, 1 mars 2012 – 11 mars 2012 | 9. Världsmästerskapen i skidskytte 2012 i Ruhpolding, 1 mars 2012 – 11 mars 2012 | 9. Världsmästerskapen i skidskytte 2012 i Ruhpolding, 1 mars 2012 – 11 mars 2012 | 9. Världsmästerskapen i skidskytte 2012 i Ruhpolding, 1 mars 2012 – 11 mars 2012 | 9. Världsmästerskapen i skidskytte 2012 i Ruhpolding, 1 mars 2012 – 11 mars 2012 |
| -------------------------------------------------------------------------------- | -------------------------------------------------------------------------------- | -------------------------------------------------------------------------------- | -------------------------------------------------------------------------------- | -------------------------------------------------------------------------------- |
| Datum                                                                            | Disciplin                                                                        | Etta                                                                             | Tvåa                                                                             | Trea                                                                             |
| 3 mars 2012 (Lör.)                                                               | Sprint (7,5 km)                                                                  | Magdalena Neuner                                                                 | Darja Domratjeva                                                                 | Vita Semerenko                                                                   |
| 4 mars 2012 (Sön.)                                                               | Jaktstart (10 km)                                                                | Darja Domratjeva                                                                 | Magdalena Neuner                                                                 | Olga Viluchina                                                                   |
| 7 mars 2012 (Ons.)                                                               | Distans (15 km)                                                                  | Tora Berger                                                                      | Marie-Laure Brunet                                                               | Helena Ekholm                                                                    |
| 10 mars 2012 (Lör.)                                                              | Stafett (4 x 6 km)                                                               | Tyskland Tina Bachmann Magdalena Neuner Miriam Gössner Andrea Henkel             | Frankrike Marie-Laure Brunet Sophie Boilley Anaïs Bescond Marie Dorin Habert     | Norge Fanny Welle-Strand Horn Elise Ringen Synnøve Solemdal Tora Berger          |
| 11 mars 2012 (Sön.)                                                              | Masstart (12,5 km)                                                               | Tora Berger                                                                      | Marie-Laure Brunet                                                               | Kaisa Mäkäräinen                                                                 |

| 10. Världscupfinal i Chanty-Mansijsk, 16 mars 2012 – 18 mars 2012 | 10. Världscupfinal i Chanty-Mansijsk, 16 mars 2012 – 18 mars 2012 | 10. Världscupfinal i Chanty-Mansijsk, 16 mars 2012 – 18 mars 2012 | 10. Världscupfinal i Chanty-Mansijsk, 16 mars 2012 – 18 mars 2012 | 10. Världscupfinal i Chanty-Mansijsk, 16 mars 2012 – 18 mars 2012 |
| ----------------------------------------------------------------- | ----------------------------------------------------------------- | ----------------------------------------------------------------- | ----------------------------------------------------------------- | ----------------------------------------------------------------- |
| Datum                                                             | Disciplin                                                         | Etta                                                              | Tvåa                                                              | Trea                                                              |
| 16 mars 2012 (Fre.)                                               | Sprint (7,5 km)                                                   | Magdalena Neuner                                                  | Vita Semerenko                                                    | Darja Domratjeva                                                  |
| 17 mars 2012 (Lör.)                                               | Jaktstart (10 km)                                                 | Darja Domratjeva                                                  | Kaisa Mäkäräinen                                                  | Vita Semerenko                                                    |
| 18 mars 2012 (Sön.)                                               | Masstart (12,5 km)                                                | Darja Domratjeva                                                  | Tora Berger                                                       | Kaisa Mäkäräinen                                                  |

## Mixstafetter
| 3. Världscupen i Hochfilzen¹, 15 december 2011 – 18 december 2011 | 3. Världscupen i Hochfilzen¹, 15 december 2011 – 18 december 2011 | 3. Världscupen i Hochfilzen¹, 15 december 2011 – 18 december 2011   | 3. Världscupen i Hochfilzen¹, 15 december 2011 – 18 december 2011           | 3. Världscupen i Hochfilzen¹, 15 december 2011 – 18 december 2011      |
| ----------------------------------------------------------------- | ----------------------------------------------------------------- | ------------------------------------------------------------------- | --------------------------------------------------------------------------- | ---------------------------------------------------------------------- |
| Datum                                                             | Disciplin                                                         | Etta                                                                | Tvåa                                                                        | Trea                                                                   |
| 18 december 2011 (Sön.)                                           | Mixstafett (2 x 6 + 2 x 7,5 km)                                   | Ryssland Olga Viluchina Olga Zajtseva Aleksej Volkov Anton Sjipulin | Tjeckien Veronika Vítková Gabriela Soukalová Ondřej Moravec Michal Šlesingr | Frankrike Marie Dorin Habert Sophie Boilley Alexis Bœuf Simon Fourcade |

| 8. Världscupen i Kontiolax, 10 februari 2011 – 12 februari 2012 | 8. Världscupen i Kontiolax, 10 februari 2011 – 12 februari 2012 | 8. Världscupen i Kontiolax, 10 februari 2011 – 12 februari 2012           | 8. Världscupen i Kontiolax, 10 februari 2011 – 12 februari 2012           | 8. Världscupen i Kontiolax, 10 februari 2011 – 12 februari 2012          |
| --------------------------------------------------------------- | --------------------------------------------------------------- | ------------------------------------------------------------------------- | ------------------------------------------------------------------------- | ------------------------------------------------------------------------ |
| Datum                                                           | Disciplin                                                       | Etta                                                                      | Tvåa                                                                      | Trea                                                                     |
| 10 februari 2012 (Fre.) (Se notering)                           | Mixstafett (2 x 6 + 2 x 7,5 km)                                 | Frankrike Sophie Boilley Anaïs Bescond Jean-Guillaume Béatrix Vincent Jay | Ukraina Natalia Burdyga Olena Pidhrusjna Andrij Deryzemlja Serhij Sednjev | Slovakien Jana Gereková Anastasija Kuzmina Matej Kazár Miroslav Matiaško |

| 9. Världsmästerskapen i skidskytte 2012 i Ruhpolding, 1 mars 2012 – 11 mars 2012 | 9. Världsmästerskapen i skidskytte 2012 i Ruhpolding, 1 mars 2012 – 11 mars 2012 | 9. Världsmästerskapen i skidskytte 2012 i Ruhpolding, 1 mars 2012 – 11 mars 2012 | 9. Världsmästerskapen i skidskytte 2012 i Ruhpolding, 1 mars 2012 – 11 mars 2012 | 9. Världsmästerskapen i skidskytte 2012 i Ruhpolding, 1 mars 2012 – 11 mars 2012 |
| -------------------------------------------------------------------------------- | -------------------------------------------------------------------------------- | -------------------------------------------------------------------------------- | -------------------------------------------------------------------------------- | -------------------------------------------------------------------------------- |
| Datum                                                                            | Disciplin                                                                        | Etta                                                                             | Tvåa                                                                             | Trea                                                                             |
| 1 mars 2012 (Tors.)                                                              | Mixstafett (2 x 6 + 2 x 7,5 km)                                                  | Norge Tora Berger Synnøve Solemdal Ole Einar Bjørndalen Emil Hegle Svendsen      | Slovenien Andreja Mali Teja Gregorin Klemen Bauer Jakov Fak                      | Tyskland Andrea Henkel Magdalena Neuner Andreas Birnbacher Arnd Peiffer          |

¹Den tredje världscupveckan var planerad att äga rum i Annecy/Le Grand-Bornand, Frankrike, men flyttas till Hochfilzen p.g.a. snöbrist. De planerade datumen står dock fast.
Notering: Tävlingarna i Kontiolahti den 10-12 februari har ändrats om pga kraftig kyla.

## Totala världscupen
| Position | Namn                  | Poäng |
| -------- | --------------------- | ----- |
| 1.       | Magdalena Neuner      | 1216  |
| 2.       | Darja Domratjeva      | 1188  |
| 3.       | Tora Berger           | 1054  |
| 4.       | Kaisa Mäkäräinen      | 1007  |
| 5.       | Helena Ekholm         | 893   |
| 6.       | Olga Zajtseva         | 857   |
| 7.       | Marie-Laure Brunet    | 807   |
| 8.       | Andrea Henkel         | 806   |
| 9.       | Marie Dorin Habert    | 749   |
| 10.      | Anastasija Kuzmina    | 721   |
| 31.      | Anna Maria Nilsson    | 242   |
| 52.      | Anna-Karin Strömstedt | 86    |
| 61.      | Jenny Jonsson         | 59    |
| 74.      | Emelie Larsson        | 20    |
| 76.      | Elisabeth Högberg     | 20    |

| Position | Namn                | Poäng |
| -------- | ------------------- | ----- |
| 1.       | Martin Fourcade     | 1100  |
| 2.       | Emil Hegle Svendsen | 1035  |
| 3.       | Andreas Birnbacher  | 837   |
| 4.       | Arnd Peiffer        | 736   |
| 5.       | Simon Fourcade      | 716   |
| 6.       | Carl Johan Bergman  | 685   |
| 7.       | Tarjei Bø           | 680   |
| 8.       | Anton Sjipulin      | 637   |
| 9.       | Fredrik Lindström   | 615   |
| 10.      | Michal Šlesingr     | 602   |
| 15.      | Björn Ferry         | 552   |
| 56.      | Magnus Jonsson      | 81    |
| 100.     | Ted Armgren         | 5     |

## Disciplincuper - Damer
| Position | Namn               | Poäng |
| -------- | ------------------ | ----- |
| 1.       | Magdalena Neuner   | 571   |
| 2.       | Darja Domratjeva   | 471   |
| 3.       | Kaisa Mäkäräinen   | 401   |
| 4.       | Tora Berger        | 373   |
| 5.       | Olga Zajtseva      | 334   |
| 6.       | Helena Ekholm      | 317   |
| 7.       | Olga Viluchina     | 274   |
| 8.       | Anastasija Kuzmina | 274   |
| 9.       | Andrea Henkel      | 271   |
| 10.      | Marie-Laure Brunet | 264   |

| Position | Namn               | Poäng |
| -------- | ------------------ | ----- |
| 1.       | Darja Domratjeva   | 392   |
| 2.       | Magdalena Neuner   | 372   |
| 3.       | Tora Berger        | 361   |
| 4.       | Kaisa Mäkäräinen   | 330   |
| 5.       | Olga Zajtseva      | 313   |
| 6.       | Helena Ekholm      | 295   |
| 7.       | Andrea Henkel      | 276   |
| 8.       | Marie Laure Brunet | 271   |
| 9.       | Marie Dorin Habert | 246   |
| 10.      | Olga Viluchina     | 219   |

| Position | Namn               | Poäng |
| -------- | ------------------ | ----- |
| 1.       | Darja Domratjeva   | 250   |
| 2.       | Tora Berger        | 241   |
| 3.       | Marie Laure Brunet | 198   |
| 4.       | Andrea Henkel      | 196   |
| 5.       | Kaisa Mäkäräinen   | 187   |
| 6.       | Anastasia Kuzmina  | 180   |
| 7.       | Magdalena Neuner   | 177   |
| 8.       | Marie Dorin Habert | 172   |
| 9.       | Helena Ekholm      | 169   |
| 10.      | Vita Semerenko     | 136   |

| Position | Namn               | Poäng |
| -------- | ------------------ | ----- |
| 1.       | Helena Ekholm      | 138   |
| 2.       | Kaisa Mäkäräinen   | 116   |
| 3.       | Darja Domratjeva   | 116   |
| 4.       | Magdalena Neuner   | 114   |
| 5.       | Tora Berger        | 108   |
| 6.       | Olga Zajtseva      | 108   |
| 7.       | Marie Dorin Habert | 107   |
| 8.       | Teja Gregorin      | 86    |
| 9.       | Anastasija Kuzmina | 85    |
| 10.      | Olena Pidhrusjna   | 82    |

| Position | Land        | Poäng |
| -------- | ----------- | ----- |
| 1.       | Frankrike   | 216   |
| 2.       | Norge       | 205   |
| 3.       | Ryssland    | 192   |
| 4.       | Tyskland    | 179   |
| 5.       | Vitryssland | 177   |
| 6.       | Ukraina     | 146   |
| 7.       | Polen       | 141   |
| 8.       | Sverige     | 137   |
| 9.       | Italien     | 132   |
| 10.      | Slovakien   | 128   |

| Position | Land        | Poäng |
| -------- | ----------- | ----- |
| 1.       | Ryssland    | 7089  |
| 2.       | Tyskland    | 7084  |
| 3.       | Frankrike   | 6857  |
| 4.       | Norge       | 6716  |
| 5.       | Vitryssland | 6490  |
| 6.       | Ukraina     | 6143  |
| 7.       | Sverige     | 5891  |
| 8.       | Polen       | 5594  |
| 9.       | Slovakien   | 5275  |
| 10.      | Italien     | 5185  |

## Disciplincuper - Herrar
| Position | Namn                | Poäng |
| -------- | ------------------- | ----- |
| 1.       | Martin Fourcade     | 423   |
| 2.       | Emil Hegle Svendsen | 378   |
| 3.       | Carl Johan Bergman  | 287   |
| 4.       | Arnd Peiffer        | 270   |
| 5.       | Andrej Makovejev    | 261   |
| 6.       | Tarjei Bø           | 249   |
| 7.       | Jevgenij Ustiugov   | 248   |
| 8.       | Andreas Birnbacher  | 248   |
| 9.       | Fredrik Lindström   | 235   |
| 10.      | Simon Fourcade      | 231   |

| Position | Namn                 | Poäng |
| -------- | -------------------- | ----- |
| 1.       | Martin Fourcade      | 384   |
| 2.       | Emil Hegle Svendsen  | 348   |
| 3.       | Arnd Peiffer         | 257   |
| 4.       | Tarjei Bø            | 257   |
| 5.       | Ole Einar Bjørndalen | 239   |
| 6.       | Andreas Birnbacher   | 239   |
| 7.       | Benjamin Weger       | 230   |
| 8.       | Carl Johan Bergman   | 227   |
| 9.       | Anton Sjipulin       | 224   |
| 10.      | Simon Fourcade       | 201   |

| Position | Namn                | Poäng |
| -------- | ------------------- | ----- |
| 1.       | Andreas Birnbacher  | 260   |
| 2.       | Emil Hegle Svendsen | 218   |
| 3.       | Martin Fourcade     | 202   |
| 4.       | Fredrik Lindström   | 175   |
| 5.       | Anton Sjipulin      | 172   |
| 6.       | Simon Fourcade      | 159   |
| 7.       | Dmitrij Malysjko    | 142   |
| 8.       | Arnd Peiffer        | 140   |
| 9.       | Carl Johan Bergman  | 140   |
| 10.      | Jevgenij Garanitjev | 136   |

| Position | Namn                 | Poäng |
| -------- | -------------------- | ----- |
| 1.       | Simon Fourcade       | 125   |
| 2.       | Jakov Fak            | 113   |
| 3.       | Emil Hegle Svendsen  | 108   |
| 4.       | Martin Fourcade      | 107   |
| 5.       | Jaroslav Soukup      | 99    |
| 6.       | Daniel Mesotitsch    | 97    |
| 7.       | Michal Šlesingr      | 92    |
| 8.       | Andreas Birnbacher   | 90    |
| 9.       | Dominik Landertinger | 82    |
| 10.      | Simon Eder           | 82    |

| Position | Land        | Poäng |
| -------- | ----------- | ----- |
| 1.       | Frankrike   | 198   |
| 2.       | Norge       | 190   |
| 3.       | Ryssland    | 189   |
| 4.       | Tyskland    | 183   |
| 5.       | Österrike   | 166   |
| 6.       | Italien     | 161   |
| 7.       | Sverige     | 156   |
| 8.       | Vitryssland | 130   |
| 9.       | Ukraina     | 130   |
| 10.      | Tjeckien    | 127   |

| Position | Land      | Poäng |
| -------- | --------- | ----- |
| 1.       | Ryssland  | 7070  |
| 2.       | Frankrike | 7044  |
| 3.       | Tyskland  | 6901  |
| 4.       | Norge     | 6712  |
| 5.       | Sverige   | 6333  |
| 6.       | Tjeckien  | 5813  |
| 7.       | Österrike | 5790  |
| 8.       | Italien   | 5692  |
| 9.       | USA       | 5659  |
| 10.      | Ukraina   | 5448  |

## Mixstafettcupen - Slutställning
| Position | Land        | Poäng |
| -------- | ----------- | ----- |
| 1.       | Ryssland    | 143   |
| 2.       | Frankrike   | 138   |
| 3.       | Tyskland    | 128   |
| 4.       | Ukraina     | 115   |
| 5.       | Sverige     | 114   |
| 6.       | Slovakien   | 113   |
| 7.       | Tjeckien    | 112   |
| 8.       | Vitryssland | 103   |
| 9.       | Italien     | 99    |
| 10.      | USA         | 94    |